# John Curran (homme politique)
Pour les articles homonymes, voir John Curran.
John Curran (né le 17 juin 1960) est un homme politique irlandais du Fianna Fáil qui est président de la commission du logement et des sans-abri de 2016 à 2020 et ministre d'État de 2008 à 2011. Il est Teachta Dála (TD) pour la circonscription de Dublin Mid-West de 2002 à 2011 et de 2016 à 2020.

## Carrière
Curran est élu au conseil du comté de South Dublin lors des élections locales de 1999, représentant la zone électorale locale de Clondalkin – Newcastle. Il est élu pour la première fois au Dáil Éireann lors des élections générales de 2002, lorsque la circonscription est créée pour la première fois. Il est réélu au premier décompte aux élections générales de 2007.
Le 13 mai 2008, peu de temps après que Brian Cowen soit devenu Taoiseach, il est nommé ministre d'État au ministère des Affaires communautaires, rurales et du Gaeltacht, avec une responsabilité particulière pour la stratégie nationale antidrogue et les affaires communautaires. Le 22 avril 2009, il est réaffecté au sein du même département, ainsi que ministre d'État au ministère de l'Éducation et des Sciences et au ministère de la Justice, de l'Égalité et de la Réforme législative, chargé de la politique d'intégration.
Le 23 mars 2010, il est nommé ministre d'État au ministère du Taoiseach, avec la responsabilité de whip en chef du gouvernement et de ministre d'État au ministère de la Défense,.
Il perd son siège aux élections générales de 2011 et le récupère aux élections générales de 2016. Il préside ensuite le comité multipartite de protection sociale de l'Oireachtas. Il perd de nouveau son siège aux élections générales de 2020,,.
En décembre 2022, il est nommé membre de la Commission électorale qui devrait être créée début 2023.